# Зубков, Валерий Александрович
Вале́рий Алекса́ндрович Зубко́в (18 августа 1939, Баку — 6 июля 1985, Москва) — советский композитор, певец и эстрадный пианист. Заслуженный деятель культуры Чувашии. Автор музыки к фильмам «Цыган», «Отцы и дети», «Вторжение», «Приключения Тома Сойера и Гекльберри Финна» и популярных песен.

## Биография
Закончил Минское музыкальное училище по классу аккордеона. Переехав в Москву, работал пианистом (играть научился самостоятельно) в ансамбле Ружены Сикоры, для которой написал свою первую песню «С первым снегом» (на стихи Ашота Гарнакерьяна; вышла на пластинке в 1963 году). В дальнейшем другие его песни исполняли Иосиф Кобзон, Лев Барашков, Гелена Великанова, Виктор Беседин, Кола Бельды, Нани Брегвадзе, Анна Герман, Ольга Пирагс, квартет «Аккорд», группа Стаса Намина и др. Много лет Валерий Зубков работал в ГУЦЭИ и во Всероссийской творческой мастерской эстрадного искусства. По рекомендации Майи Булгаковой он получил приглашение написать музыку к фильму Александра Бланка «Цыган», ставшим его дебютом в кино.
Умер от болезни сосудов. Похоронен на Кунцевском кладбище Москвы. В качестве эпитафии была выбрана строчка из песни «Долгая дорога» к фильму «Цыган» («Добрая дорога в жизни после нас…»), которую он в числе некоторых других своих песен исполнял сам.

## Фильмография
Композитор:
- 1979 — Цыган
- 1980 — Вторжение
- 1980 — Второе рождение
- 1981 — Приключения Тома Сойера и Гекльберри Финна
- 1982 — Бой на перекрёстке
- 1983 — Отцы и дети
- 1983 — По законам военного времени
- 1983 — Тепло родного дома
- 1984 — Дорога к себе
- 1984 — Пока не выпал снег…
- 1985 — Большое приключение
- 1985 — Возвращение Будулая
- 1985 — Мама, я жив

Озвучивание:
- 1985 — Большое приключение

## Семья
Жена — Реорита Иосифовна Волкова-Лилова (умерла в 2000 г.), актриса, телевизионный режиссёр. Похоронена в Москве на Кунцевском кладбище рядом с мужем.
- Сын — Игорь Валерьевич Зубков (род. 1963), советский и российский композитор, продюсер, исполнитель, член Союза композиторов России.